# Dichromia otiata
Dichromia otiata är en fjärilsart som beskrevs av Swinhoe. Dichromia otiata ingår i släktet Dichromia och familjen nattflyn. Inga underarter finns listade i Catalogue of Life.